# John Erskine of Dun
John Erskine of Dun (Dun, 1509 – 22 marzo 1591) è stato un religioso scozzese.
Fuggito in Francia perché reo di omicidio colposo, rimpatriò per fare da mediatore tra John Knox e Maria Stuarda. Dopo l'elezione di Giacomo VI di Scozia divenne soprintendente di Angus.